# Zwłoki w dobrym stanie
Zwłoki w dobrym stanie (bośn. Dobro uštimani mrtvaci, ang. Well-tempered corps) – filmowa komedia fabularna z roku 2005 w reżyserii Benjamina Filipovicia zrealizowana w koprodukcji kilku krajów: Bośni i Hercegowiny, Słowenii, Francji i Włoch.

## Opis fabuły
Zwariowana komedia o życiu codziennym we współczesnej Bośni, w której struktury władzy zajmują się same sobą, a obywatele marzą o tym, by uciec z własnego kraju. Bohaterowie filmu – domorosły wynalazca samolotu z silnikiem Diesla, samozwańczy przewoźnik kolejowy, zakochana w sobie kobieta-minister i niezrealizowany architekt-homoseksualista – giną w nieszczęśliwych wypadkach, a ich zwłoki spoczywają obok siebie w sarajewskim prosektorium. Konwencję absurdu dopełniają pracownicy prosektorium, organizujący zakłady o to, ilu nieboszczyków dotrze do ich zakładu oraz regularnie "zapadający" na śmierć kliniczną Rużdija Kučuk.

Cztery historie połączone, jak wszyscy w rozdartej wojną Bośni, przez czas, narodziny, życie i umieranie. Połącząne koronerami Safetem i Risto, którzy zaopiekują się bohaterami, kiedy śmierć nie będzie mogła dłużej czekać. Jesteśmy wszyscy w trakcie podróży do finałowego końca. To historia o jednym małym etapie tej ścieżki.

Film był wyświetlany w 2005 na 21 Warszawskim Festiwalu Filmowym.

## Obsada
- Lazar Ristovski jako Rużdija Kučuk
- Tarik Filipović jako Mario
- Irena Mičijević jako Envera Hadżič
- Admir Glamočak jako dr Bračo
- Tatjana Šojić jako Merima Kučuk
- Emir Hadžihafizbegović jako Sead
- Haris Burina jako Lutvo
- Jasna Diklič jako Tidza
- Nada Djurevska jako Marija
- Erland Josephson jako Zaim Kundurevič
- Zan Marolt jako Risto
- Miralem Zupcevič jako Srecko Piplica
- Uliks Fehmiu jako Riad
- Boro Stjepanović jako Safet
- Moamer Kasumović jako Ferid
- Damir Mahmutović jako Lutvo
- Saša Petrović jako Momo
- Belma Salkunić jako Alma
- Miše Martinović jako Zaim
- Jasna Beri jako Janka